# Charles de Saint-Juan
Charles Desbiez baron de Saint-Juan, né à Besançon le 3 mars 1785 et mort à Besançon le 1er septembre 1862, fut au XIXe siècle une personnalité politique orléaniste et un conseiller général du département du Doubs. Il fut également un des fondateurs en 1840 du journal républicain Le Franc-Comtois et l'auteur de poésies.

## Biographie
Charles-François Desbiez baron de Saint-Juan, né à Besançon le 3 mars 1785 dans une famille de la noblesse de Franche-Comté, était le fils de Claude-Alexandre Desbiez baron de Saint-Juan (1747-1820), premier avocat-général puis conseiller au parlement de Besançon et de Marie-Théodore Le Bas de Bouclans (1761-1835).
Enfant, il fut marqué par le régime de la Terreur lors de la Révolution française qui conduisit à la réclusion de sa mère et l'incarcération à Dijon de son père. Il fut impliqué à l'âge de sept ans dans le projet de sauver un prêtre de l'échafaud au péril de sa vie, mais cela ne l'empêcha pas, plus tard, d'adhérer au mouvement de la civilisation moderne.
La Révolution française ne luit permit pas de faire des études classiques, mais il y suppléa par des leçons de Jean-Jacques Ordinaire, recteur de l'Académie de Besançon et auteur d'ouvrages sur l'apprentissage des langues grecques et latines et de l'abbé de la Boissière, ancien vicaire général de Valence et prédicateur du roi.  L'un lui apprit les langues anciennes et l'autre lui donna le goût de la poésie.
Sous le Premier Empire, il devint aide de camp du sénateur comte François Marie d'Aboville, général commandant la garde nationale de la 6e division militaire. « Jeune officier leste, adroit et vigoureux, il devint bientôt un écuyer distingué et excella dans le maniement des armes. ».
La baron Charles de Saint-Juan épousa le 7 novembre 1817 à Beaune Marie-Françoise Zoé Gravier de la Gellière (1797-1874), fille Jean-Séverin Gravier baron de la Gellière, ancien capitaine de dragons et maire de Beaune et de Anne-Luce de Ganay de Lusigny. De ce mariage naquirent trois enfants :
- Alexandre de Saint-Juan (1820-1863), poète et fabuliste franc-comtois.
- Marie de Saint-Juan (1822-1890), surnommée la Madame de Sévigné franc-comtoise, elle créa au château de Salans (Jura) un salon littéraire et musical et est l'auteur d'ouvrages de piété, d'éducation, de littérature.
- Marthe-Eugénie (1829-1894), qui épousa en 1854 de Gérard-Henri Gillet de Chalonge.

Le baron Charles de Saint-Juan hérita de son père du château de Salans dans le Jura , auquel il donna son empreinte en le transformant : il fit percer de grandes fenêtres pour faire entrer la lumière dans la propriété, ajouta deux ailes au corps central, transforma la façade et les décors intérieurs dans un style directoire néoclassique et créa un magnifique parc romantique à l'anglaise de trois hectares.
Il recevait volontiers les artistes et les hommes de lettres (dont Charles Nodier et Charles Weiss) qui étaient des amis intimes, en son hôtel particulier de Besançon et en son château de Salans (Jura),,. 
Il mourut le 1er septembre 1862, à l'âge de 77 ans en son Hôtel du Bouteiller à Besançon et fut enterré au Cimetière des Chaprais,.

## Engagement politique
Personnalité Orléaniste du Doubs
Personnalité politique Orléaniste du département du Doubs, le baron Charles de Saint-Juan « fut toujours dévoué au bien public et disposé à la modération dans les conseils de la ville et du département ».
Cofondateur du journal républicain Le Francs-Comtois
Il fut cofondateur en 1840 du journal républicain Le Francs-Comtois qui parut jusqu'en 1850,.

## Mandats électoraux
En 1824, il fut nommé membre du conseil municipal de Besançon, dont il deviendra le doyen; fonction qu'il conservera pendant 38 ans jusqu'à sa mort en 1862.
De 1836 à 1848, il est élu deux fois conseiller général du département du Doubs pour le Canton de Vercel,. 

## Membre de l'Académie des sciences, belles-lettres et arts de Besançon
En 1827, le baron Charles de Saint-Juan fut élu membre de l'Académie des sciences, belles-lettres et arts de Besançon et de Franche-Comté dont il fit partie jusqu'à son décès en 1862.
Il fut l'auteur de poésies; certaines furent éditées :
- Epigrammes, imprimerie Dodivers & Cie (1811)[16]
- Epître à M. le chanoine Grappin, doyen de l'Académie de Besançon, Daclin (1829)[16].
- Epître à un ami sur le romantisme (1835)[16].
- Une orgie (pièce de vers), (1836)[16].
- Epître à mon ami M. Charles Viancin (1840)[16].

## Activités locales
- Membre des commissions du musée, de l'école de dessin et de la bibliothèque de Besançon[3].
- Président du comité des enfants indigents[3].